# ساياكا كينوشيتا
ساياكا كينوشيتا (باليابانية: 木下紗華؛ بالكانا: きのした さやか) هي مؤدية صوت يابانية، ولدت في 1981 في تشيبا في اليابان.

## وصلات خارجية
- ساياكا كينوشيتا على موقع IMDb (الإنجليزية)
- ساياكا كينوشيتا على موقع ميوزك برينز (الإنجليزية)
- ساياكا كينوشيتا على موقع قاعدة بيانات الفيلم (الإنجليزية)
- ساياكا كينوشيتا على موقع ANN person (الإنجليزية)